# Башня Ивановских ворот
Башня Ивановских ворот — одна из башен Тульского кремля, построенного в 1514—1520 годах.

## История
Первоначально башня называлась Никитской, как и её соседняя угловая башня, выходящая в район «Никитский конец». Внутри стены, примыкающей к башне, находится арочный проём, ведущий на внутреннюю лестницу, которая выходит к бойницам на стены кремля и входу в саму башню. В прошлом башня имела трое створных деревянных ворот, которые крепились на железные крюки. Позже, за ненадобностью, их сняли и сейчас проезд в башне перегораживают решётчатые железные ворота.
Башня расположена в центре юго-восточной стены кремля.